# Justicia petiolaris
Justicia petiolaris es una especie de planta floral del género Justicia, familia Acanthaceae.
Es nativa de Provincias del Cabo, KwaZulu-Natal, Mozambique, Provincias del Norte (África) y Suazilandia.